# 로런스 블록

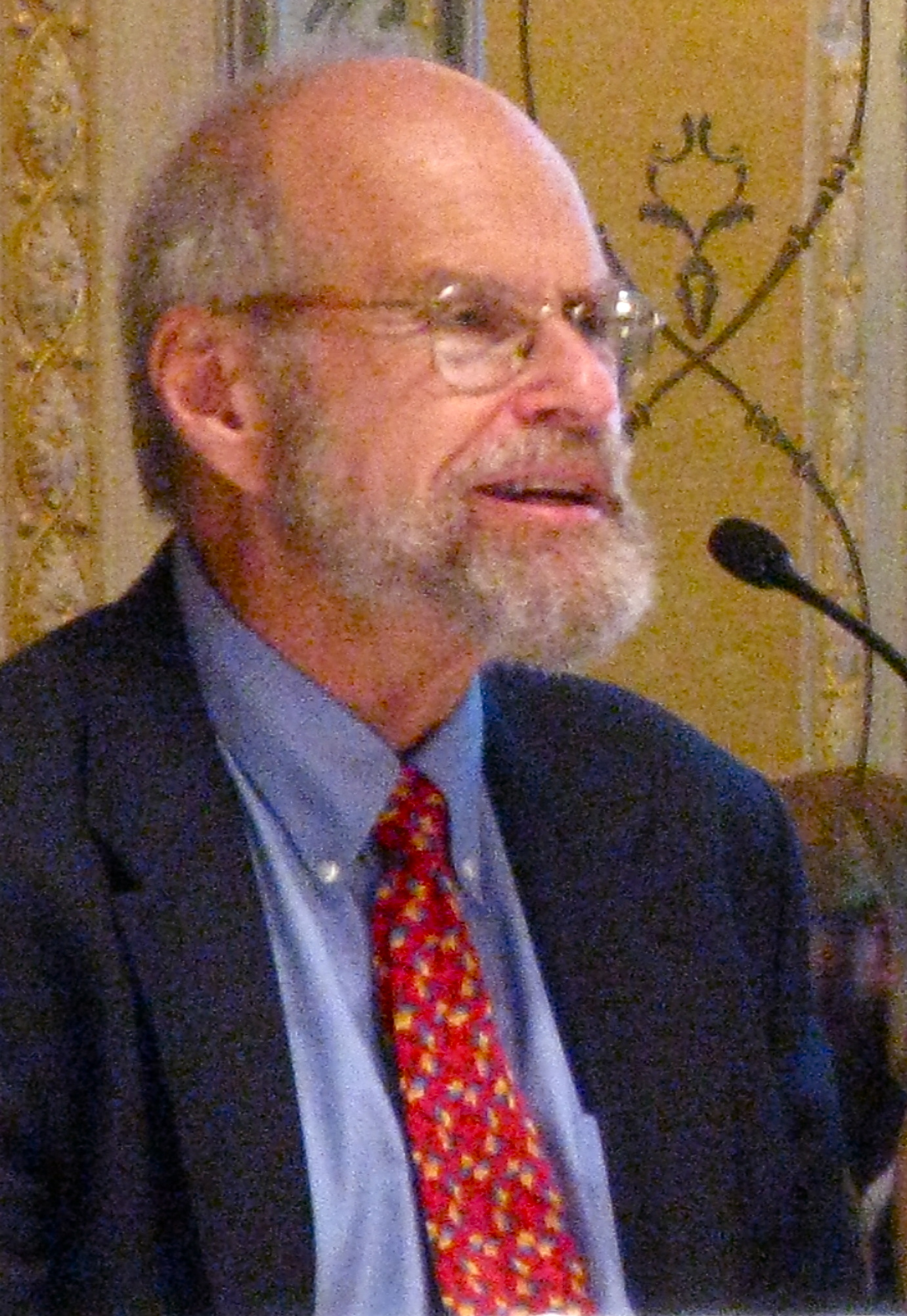

로런스 블록(Lawrence Block, 1938년 6월 24일 ~ )은 미국의 소설가이다.

## 생애
로런스 블록은 1938년 6월 24일 뉴욕주 버펄로에서 태어나, 그곳에서 자랐다. 블록은 오하이오주 옐로 스프링스의 안티옥 칼리지를 다녔으나 졸업 전에 학업을 그만두었다.